# 拉本基兴-福吕克
拉本基兴-福吕克（德語：Rabenkirchen-Faulück）是德国石勒苏益格－荷尔斯泰因州的一个市镇。总面积14.21平方公里，总人口634人，其中男性336人，女性298人（2011年12月31日），人口密度45人/平方公里。